# Langs de Kade
Langs de Kade was een televisieprogramma op de toenmalige BRT, nu TV1 dat voor het eerst werd uitgezonden op 3 januari 1988 en liep tot 1993. De reeks werd geschreven door Libera Carlier, Ward Hulselmans en Guy Bernaert in een regie van Peter Simons, Patrick Lebon en Raf Verpooten.
Het was een misdaadserie, waarop latere variaties als Flikken werden geïnspireerd. De situaties vertrokken vanuit het politiekantoor - Den 170 -  dat bevoegd was voor het Antwerpse havenkwartier. De reeks is een mix van actie en humor, gebaseerd op waargebeurde situaties.  De opnames vonden plaats in het voormalig Rijkswachtgebouw aan de Tavernierkaai. Van buiten werd het gebouw in 2017 grondig gerestaureerd.

## Acteurs
Hoofdrolspeler was Karel Vingerhoets.
Verder speelden onder anderen mee: An Nelissen, Luk Wyns, Ann Tuts, Oswald Versyp, Chris Cauwenberghs, Hans De Munter, Arnold Willems, Emmy Leemans, Lea Couzin, Harry De Peuter, Ruud De Ridder, Katrien Devos, Vic Ribbens, Marc Coessens, Nicole Persy, Johan Van Assche, Walter Cornelis, Walter Claessens, Koen De Bouw, Karel Deruwe, Dora van der Groen, Pol Goossen en Carry Goossens. Marcel Hertogs, destijds zelf actief bij de politie, vertolkte de rol van den 'Bastens'. Hertogs is ook een voormalig atleet.

## Afleveringen
- Aflevering 1: Transit, BRT, 3 januari 1988
- Aflevering 2: Kaailoopster, BRT, 10 januari 1988
- Aflevering 3: De Kajuitdief, BRT, 17 januari 1988
- Aflevering 4: De Straatrover, BRT, 9 april 1989
- Aflevering 5: Drijfhout, BRT, 16 april 1989
- Aflevering 6: Cannabis Sativa, BRT, 23 april 1989
- Aflevering 7: De Rodeoman, BRT/VARA, 7 januari 1990
- Aflevering 8: De Gluurder, BRT/VARA, 14 januari 1990
- Aflevering 9: De Hormonendealer, BRT/VARA, 21 januari 1990
- Aflevering 10: Canada, BRTN, 7 februari 1993
- Aflevering 11: Alles Tegen, BRTN, 14 februari 1993
- Aflevering 12: Diamant, BRTN 1993, 21 februari 1993
- Aflevering 13: De Terrorist, BRTN, 28 februari 1993
- Aflevering 14: Omtrent Suiker, BRTN, 7 maart 1993
- Aflevering 15: Afscheid, BRTN, 14 maart 1993

## Dvd-uitgave
In 2011 werden de eerste drie seizoenen uitgebracht op dvd, in de collectie VRT-Klassiekers. In 2017 verscheen de serie opnieuw op dvd, met dit keer alle vier de seizoenen, in de collectie Het beste van Vlaanderen.
| Seizoen | Afleveringen | Discs   | Collectie                | Verschijningsdatum |
| ------- | ------------ | ------- | ------------------------ | ------------------ |
| 1 - 3   | 1 - 9        | 3 dvd's | VRT-Klassiekers          | 23 augustus 2011   |
| 1 - 2   | 1 - 6        | 2 dvd's | Het beste van Vlaanderen | 9 juni 2017        |
| 3 - 4   | 7 - 15       | 2 dvd's | Het beste van Vlaanderen | 15 november 2017   |